# Le Plessis-Gassot
Le Plessis-Gassot és un municipi francès, situat al departament de Val-d'Oise i a la regió d'Illa de França. L'any 2007 tenia 82 habitants.
Forma part del cantó de Fosses, del districte de Sarcelles i de la Comunitat d'aglomeració Roissy Pays de France.

## Demografia

### Població
El 2007 la població de fet de Le Plessis-Gassot era de 82 persones. Hi havia 44 famílies, de les quals 22 eren unipersonals (9 homes vivint sols i 13 dones vivint soles), 13 parelles sense fills i 9 parelles amb fills.
La població ha evolucionat segons el següent gràfic:
Habitants censats

### Habitatges
El 2007 hi havia 44 habitatges, 42 eren l'habitatge principal de la família i 2 estaven desocupats. 33 eren cases i 11 eren apartaments. Dels 42 habitatges principals, 20 estaven ocupats pels seus propietaris, 20 estaven llogats i ocupats pels llogaters i 1 estava cedit a títol gratuït; 7 tenien dues cambres, 4 en tenien tres, 12 en tenien quatre i 18 en tenien cinc o més. 29 habitatges disposaven pel capbaix d'una plaça de pàrquing. A 25 habitatges hi havia un automòbil i a 13 n'hi havia dos o més.

### Piràmide de població
La piràmide de població per edats i sexe el 2009 era:
| Homes | Edats   | Dones |
| ----- | ------- | ----- |
| 0     | 95 o +  | 1     |
| 0     | 90 a 94 | 0     |
| 0     | 85 a 89 | 0     |
| 0     | 80 a 84 | 0     |
| 1     | 75 a 79 | 2     |
| 1     | 70 a 74 | 2     |
| 2     | 65 a 69 | 0     |
| 2     | 60 a 64 | 2     |
| 2     | 55 a 59 | 3     |
| 5     | 50 a 54 | 4     |
| 1     | 45 a 49 | 0     |
| 1     | 40 a 44 | 3     |
| 3     | 35 a 39 | 1     |
| 6     | 30 a 34 | 3     |
| 4     | 25 a 29 | 8     |
| 2     | 20 a 24 | 2     |
| 0     | 15 a 19 | 0     |
| 2     | 10 a 14 | 5     |
| 2     | 5 a 9   | 0     |
| 3     | 0 a 4   | 2     |

## Economia
El 2007 la població en edat de treballar era de 56 persones, 48 eren actives i 8 eren inactives. De les 48 persones actives 44 estaven ocupades (26 homes i 18 dones) i 4 estaven aturades (1 home i 3 dones). De les 8 persones inactives 3 estaven jubilades, 2 estaven estudiant i 3 estaven classificades com a «altres inactius».
Activitats econòmiques
Dels 5 establiments que hi havia el 2007, 3 eren d'empreses extractives i 2 d'empreses de construcció.
Els 2 serveis als particulars que hi havia el 2009 eren guixaires pintors.
L'any 2000 a Le Plessis-Gassot hi havia 4 explotacions agrícoles.

## Poblacions més properes
El següent diagrama mostra les poblacions més properes.